# Fehér szarvasgomba
A fehér szarvasgomba (Choiromyces meandriformis) a szarvasgombafélék családjába tartozó, Európában honos, savanyú talajú hegyvidéki erdőkben élő, ehető gombafaj.

## Megjelenése
A fehér szarvasgomba termőteste föld alatti fészekben növő, burgonyához hasonlító szabálytalan gumó. Átmérője 5-12 cm közötti, súlya 150-400 g, a Kárpát-medence legnagyobb szarvasgombája. A felülete többnyire domború és ráncos. Húsos, le nem húzható bőre kb. 1 mm vastag. Színe szürkésfehér, sárgásbarna vagy rozsdabarna. Nedves időben felszakadozik, rovarok vagy csigák gyakran megrágják. A nagyobb példányok felpúposíthatják maguk fölött a földet, vagy részben ki is bújnak belőle.
Húsa porcos, nagyon kemény. Színe kezdetben fehéres, később szürkés, világosbarnás vagy vörhenyes. Vágásfelületén barnás márványozottság látható. Szaga fiatalon nincs, később erős, főtt kukoricára, sajtra vagy kucsmagombára emlékeztető aromája van); idősen kellemetlen szagú. Íze fűszeres, dióra vagy gesztenyére emlékeztet.
Spórája gömbölyű, kezdetben színtelen, éretten sárgás, felszíne tüskés, mérete 16-30 µm. 

### Hasonló fajok
Fiatal példányai összetéveszthetők a drága isztriai szarvasgombával, a hasonlóságot néha csalók is felhasználják.

## Elterjedése és életmódja
Európai elterjedésű faj, inkább Közép-Európában gyakori. Magyarországon viszonylag ritka, a Börzsönyben, Mátrában, Bükkben, Zemplénben, Mecsekben, az Őrségben és a Zalai-dombságon ismertek állományai.
Savanyú kémhatású agyagos vagy homokos talajú lomb- és fenyőerdőben található meg, elsősorban luc és bükk alatt, kb. 10 cm mélyen a földben; általában világos helyen. A hegyvidéket (500-1000 m között) vagy a hűvösebb, csapadékosabb éghajlatot kedveli. Egy fészekben több termőtest is kifejlődik. Az erdei állatok gyakran kikaparják. Júniustól novemberig terem.
Ehető gomba, de az idősebb példányok nyersen gyomorpanaszokat okozhatnak, ezért javasolt sütése vagy főzése.  
Magyarországon a 24/2012. (III. 19.) VM rendelet alapján csak képzett személyek gyűjthetik, az erdőtulajdonos előzetes engedélyével, június 10-től október 15-ig. 

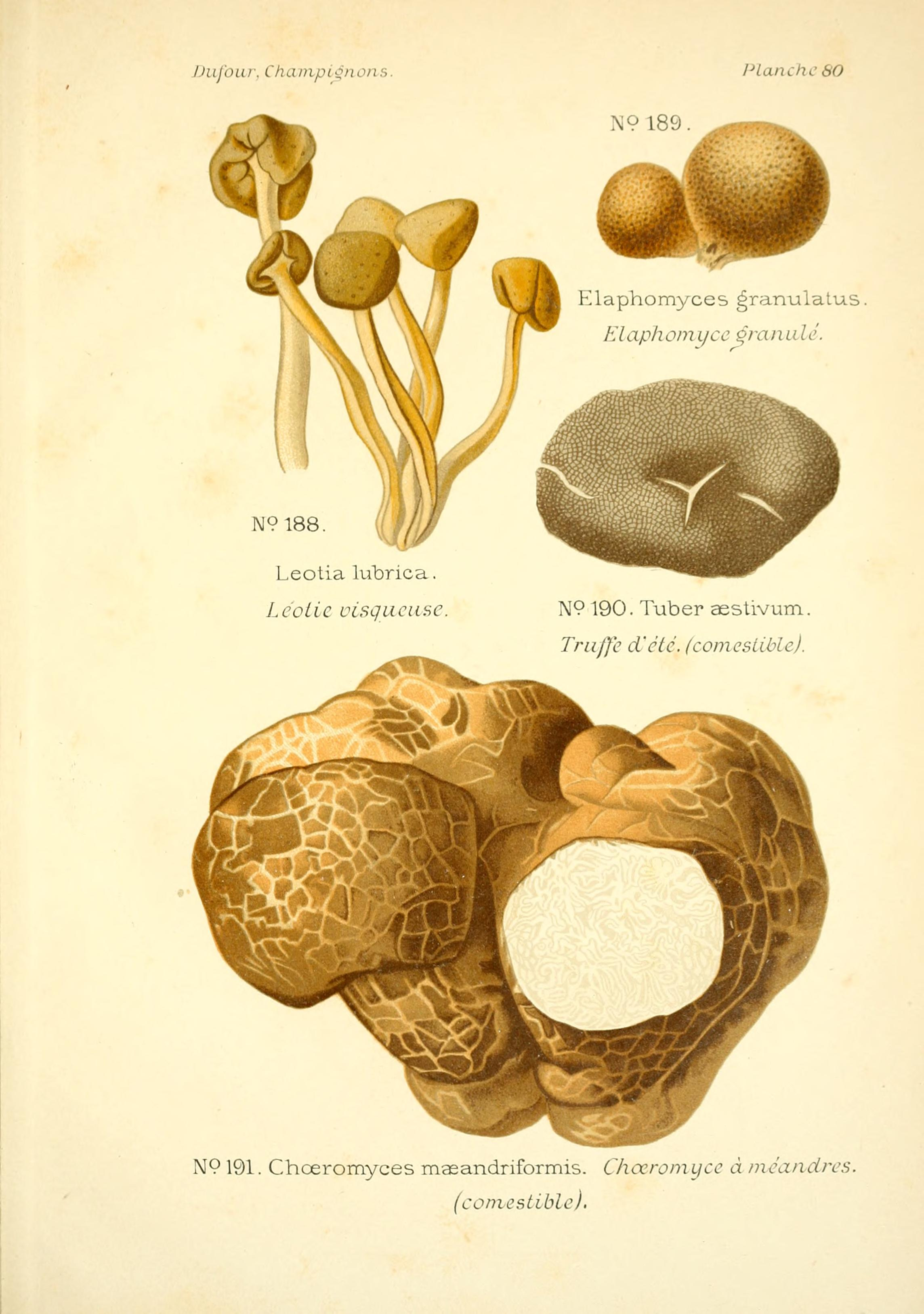
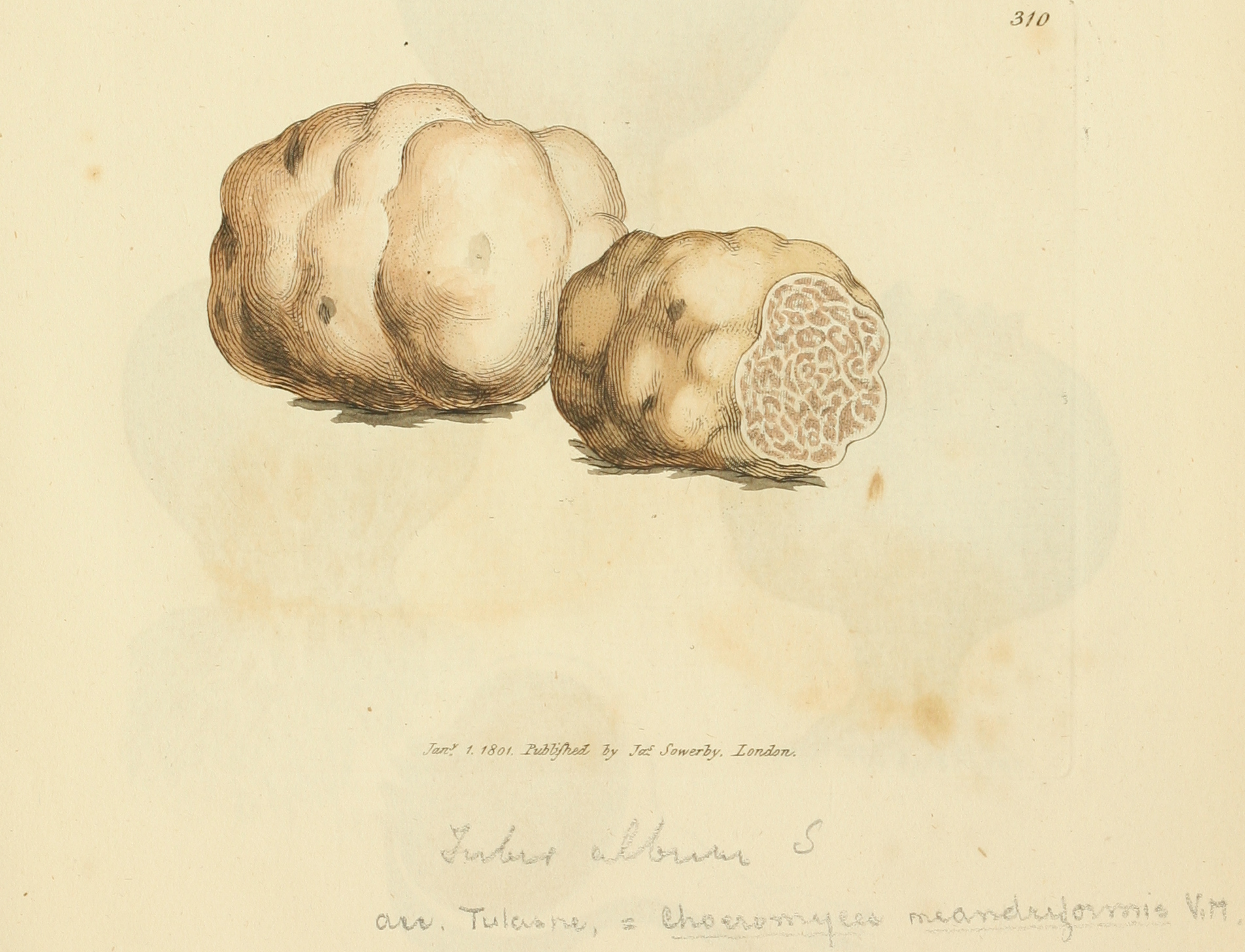